# Вайсгарбер, Эллиот
Эллиот Вайсгарбер (англ. Elliot Weisgarber; 5 декабря 1919, Питсфилд, штат Массачусетс, США — 31 декабря 2001, Ванкувер) — американско-канадский композитор и кларнетист. Гражданин Канады с 1973 года.
Окончил Истменовскую школу музыки (1943), затем в 1952—1953 годах занимался в Париже у Нади Буланже. В 1944—1958 годах преподавал в женском колледже Университета Северной Каролины, в 1960—1984 годах в Университете Британской Колумбии.
В 1966—1969 годах совершил несколько поездок в Японию для изучения искусства игры на флейте сякухати и в дальнейшем выступал также с концертами на этом инструменте, в том числе в дуэте с исполнителем на кото Миёко Кобаяси. Влияние японской музыкальной культуры присутствует и в собственных композициях Вайсгарбера — в том числе в «Киотских пейзажах» для оркестра, вокальном цикле «Десять японских народных песен» и др. В общей сложности Вайсгарберу принадлежит около 450 композиций, а также ряд статей; он также работал над биографией Аурелио Джорни, которая осталась неопубликованной.